# Edward Blore

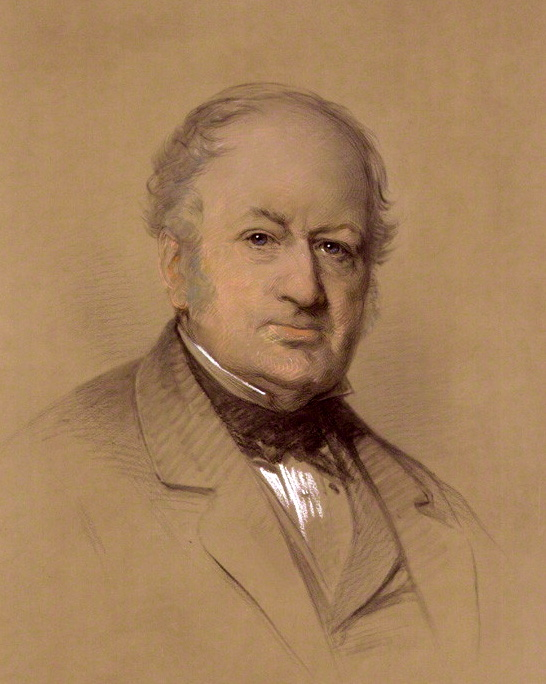
Edward Blore

Edward Blore (* 13. September 1787 in Derby; † 4. September 1879 in London) war ein britischer Architekt und Antiquar.
Blore ist vor allem bekannt für die Fertigstellung des Umbaus des Londoner Buckingham Palace, nachdem der zuvor beauftragte Architekt John Nash entlassen worden war. Blore arbeitete auch am Lambeth Palace und am St James’ Palace in London sowie am Salisbury Tower des Windsor Castle, für den Vorontsov Palast in Alupka in der heutigen Ukraine und erarbeitete Entwürfe für das Government House in Sydney, Australien.
Blore war mit Sir Walter Scott befreundet. Die Architekten Philip Charles Hardwick (1822–1892) und Frederick Marrable (1819–1872)   lernten bei ihm, auch William Mason (1810–1897) arbeitete bei ihm. Er war Mitglied der Royal Society und zählt zu den Begründern des Royal Archaeological Institute.